# Polska Fundacja Narodowa
Polska Fundacja Narodowa (PFN) – założona w 2016 w Polsce fundacja utworzona przez 17 spółek Skarbu Państwa. Według premier Beaty Szydło Fundacja miała budować polską markę, wykorzystując siłę i energię spółek skarbu państwa. Stała się obiektem kontrowersji medialnych i ostrej krytyki, zwłaszcza ze strony ugrupowań opozycyjnych wobec rządów Prawa i Sprawiedliwości.

## Założyciele Fundacji
- Enea
- Energa
- PGE
- Grupa Azoty
- Lotos
- Tauron
- PKN Orlen
- PGNiG
- PZU
- PKO BP
- GPW
- KGHM
- Totalizator Sportowy
- Polska Grupa Zbrojeniowa
- Polska Wytwórnia Papierów Wartościowych
- Polskie Koleje Państwowe
- Polski Holding Nieruchomości[8]

W pierwszym roku działalności Fundacji jej założyciele przeznaczyli na jej działalność 100 milionów złotych. 

## Misja Fundacji
Zadaniem Fundacji miało być promowanie wizerunku Polski za granicą, budowanie marki i promowanie polskiej gospodarki. W październiku 2017 zmieniono statut PFN. Od tamtej pory celem PFN jest „działalność naukowa, naukowo-techniczna, oświatowa, kulturalna, w następującym zakresie: podtrzymywania i upowszechniania tradycji narodowej, pielęgnowania polskości oraz rozwój świadomości narodowej, obywatelskiej i kulturowej, a w szczególności upowszechniania w kraju i za granicą wiedzy o historii Rzeczypospolitej Polskiej, ze szczególnym uwzględnieniem historii najnowszej, a także upowszechniania martyrologii i bohaterskich czynów Narodu Polskiego”.

## Organy Fundacji

### Rada Fundacji
- Paweł Braun (od 2024)[11]
- Marcin Idzik (od 2024)[11]
- Dawid Korszeń (od 2024)[11]
- Izabela Lipińska (od 2024)[11]
- Justyna Łukawska (od 2024)[11]
- Piotr Stryczek (od 2024)[11]
- Paulina Sakowska (od 2024)[12]
- Agnieszka Helsztyńska (od 2024)
- Paweł Rafał Potoroczyn (od 2024)
- Bartosz Bieszyński (od 2024)
- Adam Chwalisz (od 2024)
- Paweł Pomorski (od 2025)
- Iwona Radziszewska (od 2025)
- Bogdan Benczak (od 2025)

#### Byli członkowie
- Radosław Domagalski-Łabędzki (2016–2019)[11]
- Marcin Jastrzębski (2016–2019)[11]
- Kamil Kamiński (2016–2019)[11]
- Jan Koleśnik (2016–2017)[11]
- Maciej Kość (2016–2024)[13][11]
- Józef Orzeł – przewodniczący (2016–2024)[13][11][14]
- Rafał Pasieka (2016–2018)[15]
- Krzysztof Szlaga (2016–2017)[11]
- Marta Wolańska (2016–2018)[11]
- Piotr Woyciechowski (2016–2018)[11]
- Grzegorz Ksepko (2017–2019)[11]
- Jan Mazurkiewicz (2017–2019)[11]
- Waldemar Paruch (2017–2022)[11]
- Jakub Skiba (2017–2018)[11][15]
- Maciej Jankiewicz  (kwiecień 2018)[11]
- Ewa Kamińska (2018–2024)[13][11]
- Robert Papliński (maj–listopad 2018)[11]
- Tomasz Walkiewicz (2018–2024)[13][11]
- Marcin Chludziński (2019–2021)[11]
- Andrzej Dobosz (2019–2024)[13][11]
- Magdalena Kacprzak (2019–2024)[13][11]
- Adam Kasprzyk (2019–2021)[11]
- Janusz Kowalski (kwiecień–grudzień 2019)[11]
- Anna Kukla (2019–2024)[13][11]
- Andrzej Olszewski (2019–2024)[13][11]
- Mariusz Paczkowski (2019–2020)[11]
- Nikodem Rachoń (2019–2020)[11]
- Lucjan Brudzyński (2020–2024)[13][11]
- Bogumił Kanik (2020–2024)[13][11]
- Robert Perkowski (2020–2021)[11]
- Paweł Lewandowski (2021–2023)[11]
- Angelica Pegani (2021–2022)[11]
- Artur Warzocha (2022–2024)[13][11]
- Bogusław Machaliński (2023–2024)[13][11]
- Aneta Kordowska (2023–2024)[13][11]
- Wioletta Kulpa (2023–2024)[13][11]
- Marek Pietrzak (2023–2024)[13][11]
- Wojciech Jabłoński (sierpień–wrzesień 2024)[11]
- Leszek Kurnicki (sierpień–wrzesień 2024)[11]

### Zarząd Fundacji
Według stanu na 10 maja 2025 Zarząd Fundacji pracuje w składzie:
- Maciej Szudek – Prezes Zarządu
- Jarosław Ważny – Członek Zarządu

#### Byli członkowie
- Cezary Jurkiewicz (2016–2024, w tym w latach 2016–2018 jako prezes zarządu)[11]
- Adam Kozyra (2016–2017)[11]
- Maciej Świrski (2016–2018)[11]
- Antoni Kolek (2017–2018)[11]
- Filip Rdesiński (2018–2019 jako prezes zarządu)[11]
- Robert Lubański (2018–2019)[11]
- Marcin Zarzecki  (2019–2024 jako prezes zarządu)[11]
- Michał Góraś (2019–2024)[11]
- Artur Nowak-Far (2024–2025)

## Kontrowersje
Kwestionowana jest legalność utworzenia, finansowania i wydatków PFN, a ponadto PFN jest krytykowana za przeznaczanie publicznych środków na cele polityczne PiS, brak profesjonalizmu i przemilczanie szczegółów (w tym kosztów) swoich przedsięwzięć, które są organizowane poza kontrolą przewidzianą w ustawie o zamówieniach publicznych i ustawie o finansach publicznych.
Zdaniem polityków PO finansowanie PFN powinno się odbywać nie na podstawie statutu PFN (jak to ma miejsce), a na podstawie umów, których nieprzestrzeganie skutkowałoby zwrotem środków.
Politycy PO i Nowoczesnej we wrześniu 2017 wystąpili do Państwowej Komisji Wyborczej, by sprawdziła, czy prorządowa kampania billboardowa „Sprawiedliwe sądy”, zlecona przez PFN spółce Solvere, nie jest obejściem ustawy o finansowaniu partii politycznych. Szef PKW Wojciech Hermeliński odrzucił ten wniosek ze wskazaniem, że zgodność kampanii z prawem może być oceniona dopiero przy okazji następnych wyborów. 15 listopada 2018 Sąd Rejonowy w Warszawie w sprawie Prezydent Warszawy (organ nadzorujący) przeciwko PFN uznał, że finansowanie kampanii „Sprawiedliwe sądy” przez Polską Fundację Narodową było sprzeczne z celami jej działania zawartymi w statucie. 26 czerwca 2019 Sąd Okręgowy w Warszawie oddalił apelację PFN w tej sprawie. 23 grudnia 2019 Prokuratura Okręgowa w Warszawie wydała postanowienie o odmowie wszczęcia śledztwa w sprawie pieniędzy wydanych na kampanię „Sprawiedliwe sądy”, jednak w 2020 Sąd Okręgowy w Warszawie nakazał prokuraturze sprawdzić, czy kierownictwo PFN powinno odpowiadać karnie za złamanie statutu i wydanie pieniędzy niezgodnie z misją Fundacji. W czerwcu 2024 prokuratura wszczęła śledztwo w sprawie sfinansowania kampanii, czym wyrządzono fundacji szkodę w kwocie nie mniejszej niż 8 mln 428 tys. zł.
Przedstawiająca w niekorzystnym świetle polskie sądownictwo kampania „Sprawiedliwe sądy”, która wg sprawozdania PFN za rok 2017 kosztowała ok. 8,4 mln zł, była krytykowana jako przykład kłamstwa i manipulacji.
W ciągu dwóch lat PFN zapłaciła równowartość ponad 27 mln zł amerykańskiej firmie PR-owej White House Writers Group m.in. za stworzenie profili o Polsce w mediach społecznościowych, oraz za organizację spotkań, których w rzeczywistości nie organizowała. Profile miały znikomą oglądalność i po fali krytyki zostały zamknięte. Wiedzę o tym opinia publiczna uzyskała tylko dzięki wymogom amerykańskiego prawa wobec WHWG, gdyż PFN postanowiła zachować układy z tą firmą w tajemnicy. Po krytyce medialnej tych działań PFN rozwiązała umowę z WHWG. Przy okazji kontraktu z WHWG wyszło na jaw, że w ciągu dwóch lat przelewy opiewające w sumie na ponad milion złotych otrzymali: kontrowersyjny historyk Marek Jan Chodakiewicz, członkowie jego rodziny oraz jego współpracownicy.
W czerwcu 2018 PFN nawiązała współpracę z agencją Rogers & Cowan, która miała umożliwić nakręcenie serii amerykańskich filmów fabularnych poświęconych polskiej historii. Koszty tej współpracy wyniosły do 2020 ok. 6 mln zł, przy czym udało się jedynie nakręcić dwa krótkie spoty z udziałem Mela Gibsona i Liama Neesona oraz film dokumentalny „Poland: The Royal Tour” Petera Greenberga z udziałem Mateusza Morawieckiego.
W kwietniu 2021 NIK, w związku z kontrolą w PFN, złożyła zawiadomienie o popełnieniu przestępstwa przez zarząd PFN, gdyż nie otrzymała w wyznaczonym terminie dostępu do dokumentów Fundacji. W czerwcu 2021 Prokuratura Okręgowa w Warszawie odmówiła wszczęcia dochodzenia w tej sprawie, a jako powód podała brak znamion czynu zabronionego.
W maju 2021 NSA podtrzymał wyrok WSA w Warszawie z 2018, zgodnie z którym Fundacja jest zobowiązana do udzielania informacji publicznej, a więc podlega tym samym zasadom dotyczącym jawności funkcjonowania, co inne instytucje publiczne.
PFN przekazała Telewizji Republika w latach 2018-2023 blisko 8,8 mln zł, głównie na produkcję i emisję anglojęzycznego programu „Poland Daily” oraz na film „Patrzę na Ciebie Warszawo” wyświetlony w 2018 roku. Dodatkowo zawarto około 20 umów dotyczących współpracy w zakresie tworzenia treści telewizyjnych i reklamowych, przy czym miesięczne wsparcie wynosiło od 300 do 600 tys. zł. Celem współpracy miało być między innymi poprawienie wizerunku Polski za granicą, zwłaszcza w relacjach z Izraelem, jednak według audytorów PFN działania te były niegospodarne i niecelowe i mogły wspierać prywatną stację kosztem interesów publicznych, konkurując z państwowym kanałem TVP World.
Likwidacja Polskiej Fundacji Narodowej była ujęta w programie istniejącej w latach 2018–2019 partii politycznej Teraz!. Postulat likwidacji PFN został ujęty też w 2019 roku w programie partii politycznych wchodzących w skład Lewicy (m.in. SLD, Wiosny Roberta Biedronia, Lewicy Razem). Według sprawozdań złożonych przez PFN w latach 2016–2020 jej wydatki wyniosły ponad 325 mln zł.